# Eucheilopora lepida
Eucheilopora lepida är en mossdjursart som beskrevs av Lang 1916. Eucheilopora lepida ingår i släktet Eucheilopora och familjen Cribrilinidae. Inga underarter finns listade i Catalogue of Life.